# Ральф Банч
Ральф Джонсон Банч, доктор (англ. Ralph Johnson Bunche; 7 серпня 1904, Детройт — 9 грудня 1971) — американський політолог і дипломат, лауреат Нобелівської премії миру (1950) («За створення Скандинавського міжпарламентського союзу для зміцнення регіональної співпраці».).
Ральф Банч навчався у Гарварді (1930-ті роки). З 1943 року працював в Держдепартаменті США. У 1945 році він був одним з тих політиків, що готували установчу конференцію Організації об'єднаних націй у Сан-Франциско.
Подальшу свою кар'єру Ральф Банч зв'язав са́ме з ООН. У 1947 році він був посланий в зону Арабо-ізраїльського конфлікту, де виступив Оонівським посередником у переговорах між сторонами що ворогували.
У 1950 році за цю посередницьку діяльність в Палестині Ральф Банч отримав Нобелівську премію миру, ставши таким чином першим представником чорної раси, який був відзначений такої високої міжнародної нагородою.
У 1963 році Р. Банч отримав також Президентську медаль Свободи з рук президента США Ліндона Джонсона.
Р. Банч викладав у багатьох вищих навчальних закладах світу, є автором численних наукових праць і статей з політології.
Він був залучений у формування та управління Організацією Об'єднаних Націй. У 1963 році Президентом був ушанований президентською медаллю "Свобода "Джон Ф. Кеннеді.
Понад двоє десятиліть (1928—1950) Бунче служив головою кафедри політології Університету Говарда, де також викладав покоління студентів. Він працював членом ради надрукованих його альма-матер, Гарвардського університету (1960—1965), членом правління Інституту міжнародної освіти, а також піклувальником коледжу Оберлін, Університету Лінкольна та Нового Лінкольна школа.
У серпні 2008 р. Управління національних архівів і записів Сполучених Штатів Америки оприлюднило той факт, що Банче приєднався до Управління стратегічних служб США (ОСС) - організації-попередниці Центрального розвідувального управління — під час Другої світової війни.
Походження
Бунче народився в Детройті, штат Мічиган, в 1903 або 1904 роках і хрестився в Другій баптистській церкві міста. Його батько Фред Банче був перукарем, а його мати, Олів Агнес (Джонсон), була аматорським музикантом, від «великої та талановитої родини». [6] Її брати й сестри включали Чарлі та Етель Джонсон. [6]
Його дід матері, Томас Нельсон Джонсон, був змішаним гонкою афроамериканця, сина Елеонори Мэдден та її чоловіка. Елеонора була дочкою змішаної раси африкансько-американської рабської матері та ірландського плантатора батька. Томас Нельсон Джонсон закінчив Шерлфф коледж в Альтоні, штат Іллінойс, в 1875 році, а потім працював там як вчитель. У вересні 1875 він одружився з Люсі Тейлор, один з його студентів. [6]
Генеалог Пол Хейнегг вважає, що Фред Банче (і Ральф), ймовірно, спустився з гілки сім'ї Південної Кароліни, але відзначає, що це не доведено. Він сказав, що в перепису 1900 і 1910 років для Детройта «перерахувати кілька членів сім'ї Банч, які народилися в Південній Кароліні, але Фред Банч не був серед них».[7] Він вважає, що Бунч був спущений з предків Банч, створених вільними людьми в Вірджинії перед американською революцією. До кінця 18 століття в Південній Кароліні були люди з прізвища Бунка. [7] Прізвище Bunch / Bunche було надзвичайно рідко. [8] Кілька поколінь бандових чоловіків, вільних чоловіків від кольору, одружені білі жінки-колоністи з Британських островів, які були вільні, тому їхні діти були вільними. 

## Ранні роки та освіта
Коли Ральф був дитиною, його сім'я переїхала до Толедо, штат Огайо, де його батько шукав роботу. Вони повернулися в Детройт в 1909 році після народження своєї сестри Грейс, за допомогою матері-тітки, Етель Джонсон. Їх батько знову не жив з родиною після Огайо і не був «хорошим провайдером». Але він пішов за ними, коли переїхав до Нью-Мексико. [6]
Через втрату здоров'я його матері та дядька, Ральф переїхав з його бабусею матері, Люсі Тейлор Джонсон, до Альбукерку, Нью-Мексико в 1915 році. Його мати померла в 1917 році; його дядько покінчив життя самогубством через три місяці. [6] Бунче було 13 років.
У 1918 році Люсі Тейлор Джонсон переїхала з двома онуками Банче до району Південної Центральної частини Лос-Анджелеса, який тоді був переважно білим. Фред Банче пізніше знову одружився, і Ральф ніколи не бачив його знову. [6]
Бунче був блискучим студентом, дебатером та валедіктором його випускного класу в середній школі Джефферсона . Він навчався в Каліфорнійському університеті в Лос-Анджелесі (UCLA), а в 1927 році закінчив курс «Sum cum laude» та «Фі Бета Каппа» [12], як валідікторіан його класу. Використовуючи гроші, які його громада зараховувала на навчання та вищу освіту в Гарвардському університеті, він отримав докторський ступінь з політології.
Щоб допомогти з витратами на проживання в Гарварді, Банч шукав роботу в місцевій книжковій залі. Власник запропонував йому працювати неповний робочий день, і Бунче керував магазином задоволенням роботодавця. Одного разу господар зателефонував йому в кабінет і сказав: «Люди кажуть, що ти негр, я не проклятий, а ти?» Банче запитав: «Що ти думаєш?» і власник сказав: «Я не бачив тебе досить ясно». [11]
Банч отримав ступінь магістра політичних наук в 1928 році і докторський ступінь у 1934 році, коли він вже викладав у кафедрі політології в Університеті Говарда, історично чорному коледжі, створеному наприкінці громадянської війни. У той час для докторанта було характерно почати викладання до завершення їх дисертації. Він був першим афроамериканським, який отримав ступінь доктора політичних наук з американського університету. Він опублікував свою першу книгу «Світовий погляд на гонки» у 1936 році. [6] З 1936 по 1938 рр. Ральф Банч провів постдокторальні дослідження в галузі антропології в Лондонській школі економіки (LSE), а пізніше в Університеті Кейптауна в Південній Африці.

## Друга світова війна років
У 1940 році Бунче вніс, як слідчий дослідник та письменник, шведський соціолог Гуннар Мірдал у значне вивчення расової динаміки в США - «Американська дилема».
Під час Другої світової війни Бунч працював у Управлінні стратегічних послуг (ОСС), попередниці ЦРУ, як старший соціальний аналітик з колоніальних справ. У 1943 р. Його перевели з ОСС до Державного департаменту. Він був призначений на посаду помічника начальника Відділу залежностей у справах під Алжером Хіссом. З Хіссом Бунче став одним з лідерів Інституту тихоокеанських відносин (IPR). Він брав участь у попередньому плануванні Організації Об'єднаних Націй на конференції в Сан-Франциско 1945 року. У 2008 році адміністрація Національного архіву та записів США випустила 51-сторінковий PDF — файлйого записів OSS, яка доступна в Інтернеті. [13]

## Організація Об'єднаних Націй
Наприкінці Другої світової війни 1944 р. Бунче брав участь у плануванні Організації Об'єднаних Націй на конференції Дамбартон-Оукс, що відбулася у Вашингтоні, округ Колумбія. Він був радником делегації США для «Конференції з питань хартії» Організації Об'єднаних Націй, що відбулася в 1945 р., Коли був підготовлений керівний документ. Бунче разом з першою леді Елеанор Рузвельт вважався важливим у створенні та прийнятті Загальної декларації прав людини .
Згідно з документом Організації Об'єднаних Націй «Ральф Банче: Погляд заради миру», протягом 25 років служби в Організації Об'єднаних Націй він
«… виступав за принцип рівних прав кожному, незалежно від раси чи віросповідання, він вірив у» основну доброту всіх людей і що жодна проблема в людських відносинах нерозв'язна «. Через Опікунську Раду ООН Бунче виробила міжнародну сцену на період швидкого перетворення, демонтажу старих колоніальних систем в Африці та Азії, а також керівництву десятками країн, що розвиваються, через перехід до незалежності в післявоєнну епоху».

### Арабо-ізраїльський конфлікт і Нобелівська премія миру
Починаючи з 1947 року, Бунч займався спробами розв'язати арабо-ізраїльський конфлікт в Палестині. Він працював помічником Спеціального комітету Організації Об'єднаних Націй по Палестині, а згодом і головним секретарем Палестинської комісії ООН . У 1948 році він поїхав на Близький Схід як головний помічник шведськогографа Фолке Бернадотте, призначений ООН для посередництва конфлікту. Ці чоловіки вибрали острів Родос для своєї бази і штаб-квартири. У вересні 1948 року в Єрусалимі вбивство Бернадотта вбивці підпільної єврейської групи Лехі, яку очолив Іцхак Шамір.
Після вбивства Бунке став головним посередником ООН; він провів усі майбутні переговори щодо Родосу. Представником від Ізраїлю був Моше Даян ; він повідомив у спогадах, що більша частина його делікатних переговорів з Банче була проведена за більярдним столом, тоді як двоє грали в пул. Оптимістично, Бунче наказав місцевому гончару створити унікальні меморіальні дошки, що мають назву кожного учасника переговорів. Коли підписана угода, Бунче роздав ці подарунки. Після розпакування його Деян запитав Бунче, що могло статися, якщо б не було досягнуто згоди. «Я б розбив тарілки об твою голову», — відповів Банче. За досягнення Договору про перемир'я 1949 р. Бунч отримав Нобелівську премію миру. [14] в 1950 році. [15]Він продовжував працювати в Організації Об'єднаних Націй, посередництво в інших розгромлених регіонах, включаючи Конго, Ємен, Кашмір та Кіпр . Бунче був призначений заступником Генерального секретаря ООН в 1968 році.

## Цивільний рух
Бунче був активним прихильником Руху громадянських прав у Сполучених Штатах. Він брав участь у березні 1963 р . У Вашингтоні, де Мартін Лютер Кінг виголосив свою промову " Я маю мрію ", а також в селмі до Монтгомері, штат Алабама, марш 1965 року, що сприяло прийняттю принципу виборчого права 1965 року та федерального дотримання прав голосу. [16]
Бунче жив у районі Кью Гардену в Квінс, штат Нью-Йорк, у будинку, купленому за його кошти Нобелівської премії, з 1953 року до своєї смерті. [17] Як і багато інших кольорових людей, Бунче продовжував боротьбу з расизмом через США, а іноді й у власному сусідстві. У 1959 році він і його син, Ральф, молодший, були позбавлені членства в Тенісному клубі West Side у Лісових горахсусідство королеви. Після того, як видання було надано національним висвітленням у пресі, клуб запропонував Банчам вибачення та запрошення членства. Чиновник, який відбив їх, пішов у відставку. Бунч відмовився від пропозиції, заявивши, що це не ґрунтувалося на расовому рівноправності і було винятком, заснованим лише на його особистому престижі.

## Шлюб та сім'я
Під час навчання в Університеті Говарда в 1928 році Бунч познайомився з Рут Харріс як з його учнями. Пізніше вони почали бачити один одного та одружилися на 23 червня 1930 року. У парі були троє дітей: Джоан Гарріс Бунче (березня 1931), Джейн Джонсон Банче (березня 1933) (пізніше одружився з Бертоном Пірсом) і Ральф Дж. Банче, Молодший (березень 1943 р.). [6]
9 жовтня 1966 року їх дочка Джейн Банче Пірс впала або вискочила з даху свого Ріндділь, будинок Бронкса ; її смерть вважалася самогубством . [6] Вона не залишила жодної примітки. Її чоловік Бертон Пірс, випускник Корнельського університету, був керівником трудових відносин, і у них було троє дітей. Їх квартира була на першому поверсі будівлі. 

## Нагороди та відзнаки
- У 1949 році він був нагороджений медаллю «Спірна» від НААКП . [21]
- У 1950 році він був удостоєний Нобелівської премії за мир за його роботу з врегулювання арабо-ізраїльського конфлікту в Палестині
- У 1951 році Бунче був нагороджений Національною бойовими скаутами Америки за нагороду «Срібний буффало» за роботу зі скаутом і позитивний вплив на світ
- 11 лютого 1972 року місце його народження в Детройті було включено в список історичних місць штату Мічиган . Пані Рут Банче відвідала відкриття історичного маркеру 27 квітня 1972 року. [11] [22]
- 12 січня 1982 року Поштові служби Сполучених Штатів випустили на його честь велику американську почесну пошту 20 ¢.
- Бюст доктора Банч був встановлений біля входу в Банч Холл, названий на його честь, в Лос — Анджелесі. [23]
- Бібліотека Ральфа Дж. Банче Державного департаменту США — це найстаріша бібліотека федеральних урядів. Заснований першим державним секретарем Томасом Джефферсоном у 1789 році він був присвячений і перейменований в бібліотеку Ральфа Дж. Банче 5 травня 1997 року. Він розташований у будівлі головного державного департаменту Гаррі С. Трумена.
- У 1996 році Університет Ховард назвав свій центр міжнародних справ, фізичний об'єкт та пов'язані з ним адміністративні програми Центру міжнародних справ Ральфа Дж. Банче . Центр — це сайт лекцій та міжнародно-орієнтованого програмування. [24]
- Парк Ральфа Банче був призначений ним у Нью-Йорку ; вона розташована на першій авеню від штабу Організації Об'єднаних Націй.
- Околиці Банч Парк в місті Маямі Гарденс, штат Флорида, був названий на його честь. Околиці Західної Окленді, де розташована середня школа Ральфа Банче, також відома як «Ральф Банче».
- Початкові школи були названі на його честь у м. Мідленд, штат Техас ; Маркхем, штат Іллінойс ; Детройт, штат Мічиган; Екорсе, штат Мічиган ; Кантон, Грузія ; Маямі, штат Флорида ; Форт Уейн, штат Індіана ; Комптон, Каліфорнія, Метірі, штат Луїзіана ; і Нью-Йорк; Вищі школи були названі на честь його в окрузі Кінг Джордж, штат Вірджинія і Окленд, штат Каліфорнія
- Біля Ft. Майерс, штат Флорида, історично чорні пляжі в епоху сегрегації, отримав назву Bunche Beach .
- Доктор Ральф Дж Банч світу і Центр спадщини, його отроцтво додому зі своєю бабусею, був включений в Національний реєстр історичних місць і місто Лос — Анджелес історико-культурних пам'яток, HCM # 159. Будинок було відреставровано та експлуатується як інтерпретаційний музей та громадський центр.
- В його честь був названий в Глазго, штат Кентуккі, округ Свободи — громадський центр Ральфа Банче, щоб підтримувати спільні зв'язки та взаєморозуміння між культурами.
- У 2002 році вчений Молефі Кіт Асант включив Ральфа Банче в список 100 найбільших афроамериканців . [25]
- У 2004 році Ральф Бунч був посмертно вручений премії Уільяма Джон Донована від Товариства ОСС.
- Прізвисько його ім'я називають Road Ralph Bunche Road, Найробі, Кенія.
- Стипендію в UCLA назвали за нього. [26] Комітет Ralph Bunche названий на його честь, в Асоціації випускників Асоціації випускників UCLA у викладачів. [27]

· Стипендію в Колбі назвали за нього [28]